# Successione di Cauchy

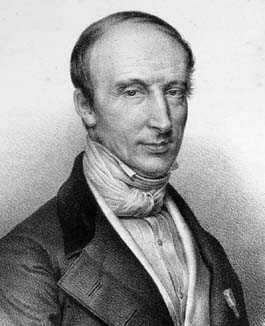
Augustin-Louis Cauchy

In matematica, una successione di Cauchy o successione fondamentale è una successione tale che, comunque si fissi una distanza arbitrariamente piccola {\displaystyle \varepsilon >0}, da un certo punto in poi tutti gli elementi della successione hanno distanza reciproca inferiore ad {\displaystyle \varepsilon } . Ogni successione convergente è di Cauchy, e tale nome è dovuto al matematico e ingegnere Augustin-Louis Cauchy.

## Definizione
Si definisce successione di Cauchy una successione {\displaystyle \{x_{n}\}_{n\in \mathbb {N} }} a valori in uno spazio metrico {\displaystyle (X,d)} tale che per ogni {\displaystyle \varepsilon >0} esiste {\displaystyle N(\varepsilon )=N} tale che per tutti gli {\displaystyle m,n\geq N} si verifica:
{\displaystyle d(x_{n},x_{m})<\varepsilon }
La definizione indica che, al tendere dell'indice all'infinito, la distanza nello spazio {\displaystyle X} tra due elementi della successione tende a annullarsi. 
Ogni successione convergente in {\displaystyle X} è di Cauchy, come si dimostra considerando una successione convergente {\displaystyle \{x_{n}\}_{n\in \mathbb {N} }\to x}. Poiché essa converge, per ogni {\displaystyle \varepsilon >0} esiste un indice {\displaystyle N} tale per cui:
{\displaystyle d(x_{n},x)<{\frac {\varepsilon }{2}}\qquad \forall n>N}
Considerando allora {\displaystyle m} e {\displaystyle n} maggiori di {\displaystyle N} si ha:
{\displaystyle d(x_{n},x_{m})<{\frac {\varepsilon }{2}}+{\frac {\varepsilon }{2}}=\varepsilon }
Non è detto, al contrario, che una successione di Cauchy debba necessariamente convergere. 
Se tutte le successioni di Cauchy dello spazio metrico {\displaystyle (X,d)} hanno un limite in {\displaystyle X}, allora {\displaystyle (X,d)} viene chiamato spazio metrico completo.
Dato uno spazio metrico, è sempre possibile "estendere" lo spazio in modo da renderlo completo.
Uno spazio normato completo, rispetto alla metrica indotta dalla norma, si dice invece spazio di Banach. 
Ogni successione di Cauchy è limitata; e se una successione di Cauchy tende a un limite {\displaystyle L} ogni sua sottosuccessione tende a {\displaystyle L}.

## Alcuni teoremi sulle successioni di Cauchy
Si dice diametro di un certo insieme {\displaystyle E} in uno spazio metrico {\displaystyle (X,d)} l'estremo superiore:
{\displaystyle \sup _{p,q\in E}\,d(p,q)}
e si indica con:
{\displaystyle {\mbox{diam }}E}
in analogia con il diametro del cerchio, in quanto per due punti qualsiasi appartenenti a un cerchio la loro distanza è sempre minore (al più uguale) al diametro del cerchio stesso.

### Teorema della limitatezza delle successioni di Cauchy
Sia {\displaystyle \{x_{n}\}} una successione di Cauchy in {\displaystyle (X,d)}. Allora {\displaystyle \{x_{n}\}} è limitata in {\displaystyle X}.
Infatti, per definizione di successione di Cauchy, per ogni {\displaystyle \varepsilon >0} esiste {\displaystyle N(\varepsilon )=N} tale che:
{\displaystyle d(x_{n},x_{m})<\varepsilon \qquad \forall \,m,n\geq N}
e dunque esiste {\displaystyle N_{*}} che soddisfa:
{\displaystyle d(x_{n},x_{m})<1\qquad \forall \,m,n\geq N_{*}}
da cui:
{\displaystyle d(x_{n},x_{N_{*}})<1\qquad \forall n\geq N_{*}}
Sia:
{\displaystyle r=\max\{1,d(x_{1},x_{N_{*}}),d(x_{2},x_{N_{*}}),\dots ,d(x_{N_{*}-1},x_{N_{*}})\}}
Allora:
{\displaystyle d(x_{n},x_{m})\leq d(x_{n},x_{N*})+d(x_{m},x_{N*})\leq r+r=2r\qquad \forall n,m}
Perciò {\displaystyle \{x_{n}\}} è limitata.

### Teorema dell'implicazione dalla convergenza
Sia {\displaystyle \{p_{n}\}} convergente. Allora {\displaystyle \{p_{n}\}} è una successione di Cauchy.
Infatti, per definizione di convergenza, per ogni {\displaystyle \varepsilon >0} si può trovare {\displaystyle N(\varepsilon )=N} tale che esiste {\displaystyle p} che soddisfa:
{\displaystyle d(p_{n},p)<\varepsilon \qquad \forall n\geq N}
Dunque esiste un indice di successione {\displaystyle m\geq n} per cui, applicando la disuguaglianza triangolare, si ha
{\displaystyle d(p_{n},p_{m})\leq d(p_{m},p)+d(p,p_{n})<2\,\varepsilon }
Per cui il teorema è dimostrato.

### Teorema della convergenza in spazi metrici
Sia {\displaystyle (X,d)}, con {\displaystyle X} compatto e {\displaystyle \{p_{n}\}} una successione di Cauchy in {\displaystyle X}. Allora {\displaystyle \{p_{n}\}} converge a qualche punto di {\displaystyle X}.
Infatti, sia, come da enunciato, {\displaystyle \{p_{n}\}} una successione di Cauchy. Per ogni {\displaystyle N} numero naturale, si costruisca {\displaystyle E_{N}} nel seguente modo:
{\displaystyle E_{N}\,:=\,\{p_{N},p_{N+1},p_{N+2},\dots \}}
{\displaystyle {\overline {E}}_{N}\subset X\qquad \forall \,N}
dove {\displaystyle {\overline {E}}} è la chiusura di {\displaystyle E} (unione dell'insieme con i suoi punti di accumulazione). Trattandosi di insiemi chiusi in un compatto, sono a loro volta compatti, da cui:
{\displaystyle \lim _{N\to \infty }\!{\mbox{diam }}{\overline {E}}_{N}=0}
Inoltre:
{\displaystyle E_{N}\supset E_{N+1}}
che implica:
{\displaystyle {\overline {E}}_{N}\supset {\overline {E}}_{N+1}}
e quindi esiste un unico {\displaystyle p} tale che {\displaystyle p\in X} per ogni {\displaystyle N}. A questo punto, per ogni {\displaystyle \varepsilon >0} esiste {\displaystyle {\tilde {N}}} tale per cui:
{\displaystyle {\mbox{diam}}\,{\overline {E}}_{N}<\varepsilon \qquad \forall \,N\geq {\tilde {N}}}
da cui:
{\displaystyle d(p,q)<\varepsilon \qquad \forall \,q\in {\overline {E}}_{N}}
che implica:
{\displaystyle d(p,p_{n})<\varepsilon \qquad \forall n\geq {\tilde {N}}}
il che significa {\displaystyle p_{n}\to p}, ovvero la successione converge.

### Teorema della completezza di Rk
Uno spazio metrico si dice completo quando la condizione di Cauchy per le successioni è condizione sufficiente alla convergenza. Il teorema afferma che in {\displaystyle \mathbb {R} ^{k}} ogni successione di Cauchy converge.
Infatti, presa una successione di Cauchy {\displaystyle \{\mathbf {x} _{n}\}} a valori in {\displaystyle \mathbb {R} ^{k}}, sia come per il teorema precedente:
{\displaystyle E_{N}\,:=\,\{x_{N},x_{N+1},x_{N+2},\dots \}}
Allora è possibile costruire per qualche {\displaystyle N} un {\displaystyle E_{N}} tale che {\displaystyle {\mbox{diam}}\,E_{n}<1}. Dunque la successione è limitata perché da una parte c'è un insieme finito, quello dell'insieme {\displaystyle \{x_{1},...,x_{N-1}\}\,}, e dall'altra c'è {\displaystyle E_{N}}. Per il teorema di Heine-Borel un sottoinsieme limitato in {\displaystyle \mathbb {R} ^{k}} ha chiusura compatta, quindi si ricade nel caso del teorema precedente. Questo dimostra la completezza di {\displaystyle \mathbb {R} ^{k}}.

## Numeri razionali e numeri reali
Non tutte le successioni di Cauchy convergono: ad esempio, nello spazio dei numeri razionali, la successione
{\displaystyle x_{n}={\frac {F_{n+1}}{F_{n}}}}
dove {\displaystyle F_{n}} sono i numeri della successione di Fibonacci, è di Cauchy e tende a un numero che verifica {\displaystyle x^{2}=x+1}, ma nessun razionale ha questa proprietà. È necessario quindi costruire un nuovo tipo di numeri; questo è uno dei modi per ottenere l'insieme dei numeri reali a partire dai razionali.